# Regentenstraße 156 (Mönchengladbach)

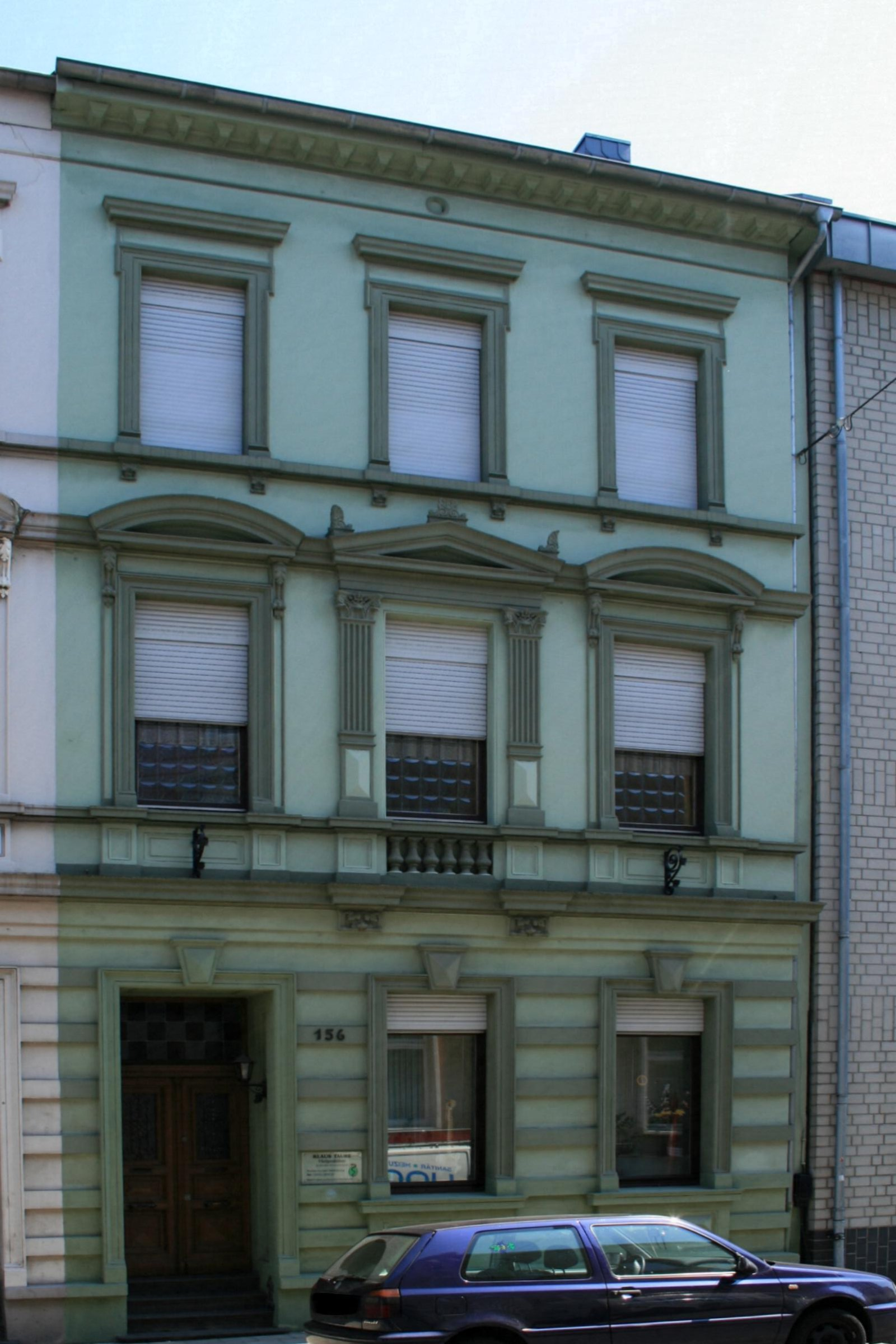
Wohnhaus (2010)

Das Wohnhaus Regentenstraße 156 steht im Stadtteil Eicken in Mönchengladbach (Nordrhein-Westfalen).
Das Gebäude wurde nach 1900 erbaut. Es wurde unter Nr. R 065 am 7. August 1990 in die Denkmalliste der Stadt Mönchengladbach eingetragen.

## Lage
Das Objekt liegt an der Südseite der Regentenstraße in einem Ensemble stilistisch ähnlicher Häuser aus dem Jahre um 1900 errichtet. 

## Architektur
Das Haus bildet mit Haus Nr. 154 ein Doppelhaus. Es handelt sich um ein dreigeschossiges, traufenständiges,  dreiachsiges  Wohnhaus. Das Objekt ist aus städtebaulichen Gründen schützenswert.